# Fußballklub Austria Wien (femminile)
Il Fußballklub Austria Wien o FK Austria, noto internazionalmente come Austria Wien e in italiano come Austria Vienna, è una squadra di calcio femminile austriaca, sezione dell'omonimo club con sede a Vienna. Milita in ÖFB Frauen Bundesliga, la massima divisione del campionato austriaco di categoria.

## Storia
Istituita il 1º luglio 2015 come C-Team del plurititolato club Landhaus Vienna e aver disputato la prima parte della sua storia con quella denominazione, dalla stagione 2017-2018 si iscrive come Austria Wien Ladies nella Wiener Landesliga.
Nella stagione 2018-2019 la collaborazione si concretizza nell'iscrizione di un'unica squadra, con denominazione SG USC Landhaus/FK Austria Wien, si è unita alla ÖFB Frauen Bundesliga, mentre la squadra riserve si era iscritta alla 2. Liga Ost/Süd. La stagione seguente, mentre la prima squadra ha continuato a giocare in Bundesliga, la seconda squadra viene iscritta alla prima edizione della neofondata Future League, conseguenza della riforma del campionato che non permetteva più l'iscrizione delle squadre riserve nei due maggiori livelli del campionato nazionale di categoria.
Dalla stagione 2021-2022, entrambe le squadre hanno gareggiato come FK Austria Wien.

## Organico

### Rosa 2024-2025
Rosa, ruoli e numeri di maglia come da sito ufficiale, aggiornati al 25 maggio 2025.
| N. |                     | Ruolo | Calciatore                |
| -- | ------------------- | ----- | ------------------------- |
| 1  | Austria (bandiera)  | P     | Larissa Haidner           |
| 2  | Austria (bandiera)  | D     | Louise Schöffel           |
| 6  | Austria (bandiera)  | C     | Katharina Moser           |
| 7  | Austria (bandiera)  | C     | Lívia Múčková             |
| 8  | Austria (bandiera)  | D     | Katharina Schiechtl       |
| 9  | Austria (bandiera)  | A     | Alisa Ziletkina           |
| 10 | Austria (bandiera)  | C     | Stefanie Schneeberger     |
| 11 | Germania (bandiera) | A     | Verena Volkmer (capitano) |
| 12 | Austria (bandiera)  | P     | Emma Eichberger           |
| 13 | Austria (bandiera)  | D     | Virginia Kirchberger      |
| 14 | Austria (bandiera)  | C     | Lena Nindl                |
| 15 | Austria (bandiera)  | D     | Florentina Satra          |

| N. |                        | Ruolo | Calciatore            |
| -- | ---------------------- | ----- | --------------------- |
| 16 | Austria (bandiera)     | D     | Sophie Rapf           |
| 17 | Austria (bandiera)     | D     | Alexandra Wölkart     |
| 18 | Austria (bandiera)     | C     | Lena Triendl          |
| 19 | Austria (bandiera)     | A     | Emily Schäfer         |
| 20 | Paesi Bassi (bandiera) | A     | Dominique Bruinenberg |
| 23 | Austria (bandiera)     | D     | Carina Wenninger      |
| 24 | Austria (bandiera)     | C     | Yvonne Weilharter     |
| 25 | Austria (bandiera)     | P     | Nadine Hinterberger   |
| 26 | Austria (bandiera)     | D     | Anna Schorn           |
| 28 | Austria (bandiera)     | C     | Jacqueline Hajek      |
| 99 | Austria (bandiera)     | C     | Antea Batarilo        |